# Latias et Latios
Pour les articles homonymes, voir Eon.
Latias (ラティアス, Latias, dans les versions originales en japonais) et Latios (ラティオス, Latios), parfois désignés ensemble par le terme Lati@s ou le duo Éon sont deux espèces de Pokémon. Ils constituent un duo de Pokémon légendaires.
Issus de la célèbre franchise de médias créée par Satoshi Tajiri, ils apparaissent dans une collection de jeux vidéo et de cartes à jouer et à collectionner, dans une série d'animation, plusieurs films, et d'autres produits dérivés. Ils apparaissent pour la première fois dans les jeux vidéo Pokémon Rubis et Saphir ainsi que dans le film Les Héros Pokémon, qui les présente comme frère et sœur. Ils sont tous deux de types dragon et psy et occupent respectivement les 380e et 381e place du Pokédex, une encyclopédie fictive recensant l'ensemble des Pokémon.

## Création
Propriété de Nintendo, la franchise Pokémon est apparue au Japon en 1996 avec les jeux vidéo Pocket Monsters Vert et Pocket Monsters Rouge. Son concept de base est la capture et l'entraînement de créatures appelées Pokémon, afin de leur faire affronter ceux d'autres dresseurs de Pokémon. Chaque Pokémon possède un ou deux types – tels que l'eau, le feu ou la plante – qui déterminent ses faiblesses et ses résistances au combat. En s'entraînant, ils apprennent de nouvelles attaques et peuvent évoluer en un autre Pokémon.
Alors que les deux premières générations de Pokémon s'inspiraient des plantes et des animaux, Latias et Latios, dont le design est inspiré de l'aéronautique, illustrent de nouvelles sources d'inspiration apparus avec la troisième génération. Un dessin préparatoire lors de la conception de Pokémon Rubis et Saphir présente un Pokémon à mi-chemin entre Braségali et le duo Éon, avant que ces Pokémon soient distincts.
Leurs noms viendraient du latin latere qui signifie « être cacher », avec une terminaison pseudo-grecque au masculin (en -ôs) et au féminin (normalement en -a, la forme -as étant en fait une exception masculine de la première déclinaison, censée être féminine).

## Description

### Latias
Latias est un Pokémon volant rouge, sa forme fait penser à un avion de chasse. Deux excroissances lui sortent des flancs pour former des ailes rouges.
Le ventre de Latias est blanc et rouge. Le centre de son ventre est constitué d'une espèce de coque rouge en pointe. Sur le bout de celle ci,on peut remarquer un triangle bleu similaire à ceux se trouvant sur la coquille de Togepi. 
Latias n'a pas de pattes mais deux bras rétractables dans son ventre. Ceux-ci sont constitués de deux parties reliées par un lien de forme cylindrique. La première partie du bras est entièrement blanche et la deuxième est blanche à l'intérieur et rouge à l'extérieur. Cette deuxième partie est munie de trois petites griffes.
Lorsque Latias est chromatique, la partie de son corps qui est normalement rouge est jaune or, le triangle sur son abdomen est vert au lieu d'être bleu, ses yeux deviennent verts également et tout le blanc de son corps est plus clair qu'en temps normal.

### Latios
Latios a une morphologie similaire à celle de Latias. Cependant, les parties rouges de Latias sont Bleues pour Latios. Il est également à noter que Latios fait 60 centimètres de plus que Latias, ce qui porte sa taille à 2 mètres.
Quand Latios est chromatique, la partie de son corps qui est normalement bleue, est verte turquoise, le triangle sur son abdomen ainsi que ses yeux sont jaunes au lieu d'être rouges et tout le gris de son corps est plus clair qu'en temps normal.

## Apparitions

### Jeux vidéo
Latias et Latios apparaissent dans la série de jeux vidéo Pokémon. Ces Pokémons apparaissent avec la 3e génération de la licence du même nom. Leur première apparition se fait dans les jeux Pokémon Rubis et Saphir sortis en 2002 au Japon et en 2003 en Europe. Latios et son homologue Latias y apparaissent respectivement Dans Pokémon Rubis et Saphir. Le joueur sera amené à rencontrer ces Pokémons après la ligue.
Latias et Latios apparaissent également dans les remakes des jeux Pokémons Rubis et Saphir, Pokémon Saphir Alpha et Pokémon Rubis Oméga. Là aussi, le joueur aura l'occasion de les combattre. La répartition de ces deux Pokémons est également présente dans ces derniers jeux : Latios n'est disponible que dans Pokémon Rubis Oméga et Latias, que dans Pokémon Saphir Alpha.
Les deux Pokémons apparaitront également dans Pokémon Ultra Soleil et Pokémon Ultra Lune. Cependant, le scénario n'apporte pas d'importance à leur rencontre avec le joueur.
Le duo de Pokémons légendaires apparaitra également dans Pokémon Epée et Pokémon Bouclier cependant, ces derniers n'ont aucune incidence sur le scénario. 
Latios apparaitra seul dans le jeu Pokkén Tournament sorti en 2015 au Japon et en 2016 dans le reste du monde. Il intervient en tant que Pokémon de soutien afin de venir en aide au joueur au cours du combat.
Latias et Latios apparaissent également en dehors des jeux Pokémons. Ils apparaissent en effet dans le jeu Super Smash Bros For Wii U / 3DS. Dans ce jeu, ils interviennent en tant que trophée aide (ils sont invoqués par un joueur afin de lui venir en aide lors d'un combat).  

### Série télévisée et films
Latios et Latias apparaissent à plusieurs reprises dans les adaptations de Pokémon à l'écran. Leur apparition la plus importante est celle qu'ils font dans le cinquième film de la licence. Dans ce film, on peut voir un Latios se sacrifier afin de sauver la ville d'Alto-Mare. Latios apparait également dans la série animée. Dans l'épisode numéro 655 où Sacha est amené à combattre ce Pokémon.